# Obračanje vnic
Obráčanje vníc ali supinácija je gib v komolcu ali v gležnju, in sicer:
- v proksimalnem in distalnem radioulnarnem sklepu (komolčnem sklepu med koželjnico in podlahtnico), pri katerem se koželjnica obrne okrog mirujoče podlahtnice tako, da je dlan obrnjena navzgor – pri tem sodelujeta dvoglava nadlaktna mišica in obračalka vnic;
- v talokruralnem sklepu (sklepu v gležnju med skočnico, mečnico in golenico), pri katerem se bočni del stopala pritisne ob tla.

Obraten gib se imenuje obračanje vprav oziroma pronacija.